# Heinrich Heidersberger

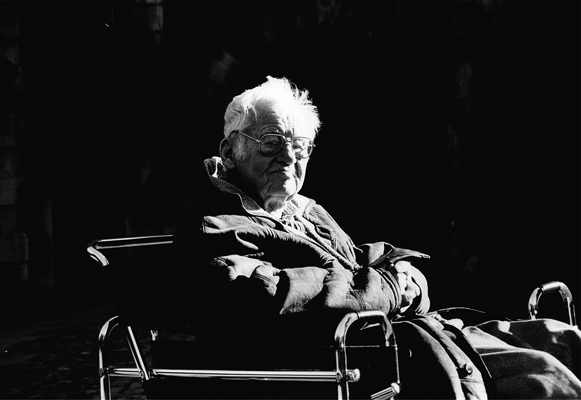
Heinrich Heidersberger, 1998

Heinrich Heidersberger (* 10. Juni 1906 in Ingolstadt; † 14. Juli 2006 in Wolfsburg) war ein deutscher Fotograf, der einen Großteil seines Lebens in Braunschweig und Wolfsburg (Niedersachsen) verbrachte. Er gilt als einer der Pioniere der Architektur- und Industriefotografie.

## Leben und Wirken
Während seiner Schulzeit in Linz, der Geburtsstadt seiner früh verwitweten Mutter, lernte Heinrich Heidersberger ab 1912 den späteren Schriftsteller Eduard Zak kennen, mit dem ihn eine längere Freundschaft verband. 1925 machte Heidersberger in Linz sein Abitur und brach später ein im Anschluss in Graz begonnenes Studium der Architektur ab.
Heidersberger war unter anderem in Berlin, Braunschweig und Wolfsburg ansässig, sein Weg führte ihn aber auch nach Paris zu Fernand Léger, nach Dänemark, in die Niederlande sowie die USA.
1928 begann Heidersberger mit der Fotografie, der er sich von 1929 an fast ausschließlich widmete. Für Zeitschriften wie das Life Magazin schrieb er Reisereportagen vom Mittelmeer, aus der Karibik und von der Brüsseler Weltausstellung. 1938 übernahm er die Leitung der Bildstelle der Reichswerke Hermann Göring in Salzgitter. In der Nachkriegszeit eröffnete er ein eigenes Fotoatelier in Braunschweig und brachte 1954 ein Lichtbildbuch über die noch stark von den Zerstörungen des Zweiten Weltkriegs geprägte Stadt heraus.
In den 1950er und 1960er Jahren arbeitete Heidersberger für bedeutende Zeitschriften wie „Illustrierte Zeitung“ und „Architectural Digest“. Er fotografierte prominente Bauwerke wie die Neue Nationalgalerie in Berlin.
Seit 1961 lebte und arbeitete er ständig in Wolfsburg. Sein Atelier befand sich von Anfang an auf Schloss Wolfsburg. Heidersberger gründete damals zusammen mit anderen Künstlern die Künstlergruppe Schloßstraße 8. Die Gruppe besteht heute nicht mehr. Heidersbergers geschiedene Frau Renate Heidersberger-Weber (unter anderem das Modell seines Werkes Kleid aus Licht) leitet seit 1968 die Experimentierbühne im Antoniensaal auf Schloss Wolfsburg.
Bekannt wurde Heidersberger vor allem als Industrie- und Architekturfotograf. 1998 bat das New Yorker Museum of Modern Art den damals 92-Jährigen um Fotos des Alvar-Aalto-Kulturhauses in Wolfsburg. Stets reizte ihn bei seinen fotografischen Arbeiten das Experiment. Spektakulär war 1949 seine Entwicklung einer Lichtkanone, um in einer Bilderserie für die Zeitschrift Stern unbekleidete Frauen nicht entblößt zu zeigen. 
1957 erhielt er für eine Pendelmaschine („Rhythmograph“) zur Erzeugung von fotografischen Rhythmogrammen auf der Mailänder Triennale eine Silbermedaille. 2003 wurde Heinrich Heidersberger Ehrenbürger der Stadt Wolfsburg.

## Arbeitsschwerpunkte
- Fotografie
  - Architekturfotografie
  - Werbe- und Industriefotografie
  - Reise-, Reportage- und Dokumentationsfotografie
- Rhythmogramme

## Werke (Auswahl)
- 1935: Kopenhagen
- 1949: Kleid aus Licht
- 1957: Benjamin
- 1962: Käfer und das Schloss (Wolfsburg)
- 1963: Wolfsburg – Bilder einer jungen Stadt
- 1971: Kraftwerk der Volkswagen AG (Wolfsburg)

## Rezeption

### Institut Heidersberger
Im Jahr 2002 wurde das Institut Heidersberger gegründet, um das Lebenswerk Heinrich Heidersbergers zu sichern und seine Werke einer breiten Öffentlichkeit zugänglich zu machen. Dazu wurde sein Archiv mit 60.000 Negativen und 20.000 Positiven aufgearbeitet. Das Institut wird in Anerkennung der Verdienste von Heidersberger durch die Stadt Wolfsburg gefördert. Gegründet und geleitet wird das Institut von seinem Sohn Benjamin Heidersberger und Bernd Rodrian.

### 100 Jahre Heinrich Heidersberger
Als Heinrich Heidersberger im Jahr 2006 seinen 100. Geburtstag feierte, fand in Wolfsburg die Veranstaltungsreihe „Heidersberger Einhundert“ statt, unter anderem die Ausstellung Ansichten und Strukturen in der Städtischen Galerie Wolfsburg. 2008, zwei Jahre nach seinem Tod, präsentierte das Kunstmuseum Wolfsburg in einer halbjährigen Ausstellung seine Werke.

### Ausstellung
- 2011: MS Atlantic, New York-Cuba, Kunstgut-Galerie, Hamburg[5]